# ザカリー・ボルダック
ザカリー・ボルダック（Zachary Bolduc、2003年2月24日 - ）は、カナダ出身のプロアイスホッケー選手であり、ナショナルホッケーリーグ（NHL）のモントリオール・カナディアンズに所属するウィンガーである。彼は2021年NHLエントリードラフトでセントルイス・ブルースから1巡目（全体17位）で指名された。

## プレーのキャリア

### ジュニア
ボルダックは当初、大学アイスホッケー進学を目指し、Mount Saint Charles Academyで20試合、さらにアメリカ合衆国ホッケーリーグ（USHL）のSioux City Musketeersで2試合に出場したが、2019年10月にカナダのケベック・メジャージュニアホッケーリーグ（QMJHL）のリムスキ・オセアニックでメジャージュニアホッケーへ進路を変更した。
ルーキーシーズンとなる2019-20シーズンでは、ボルダックは新人最多の30ゴールを記録し、ポイントでも52点で2位となった。その活躍からQMJHLの最優秀新人賞およびオールルーキーチーム選出、さらに攻撃部門最優秀新人に贈られるミシェル・ベルジェロン・トロフィーを受賞した。リムスキでは2シーズンプレーし、通算82試合で40ゴール81ポイントを記録した。2021年5月31日にはQMJHLのトッププロスペクトに贈られるマイケル・ボッシー・トロフィーを獲得。2021年8月3日にはケベック・ランパールへトレードされ、以降は監督のパトリック・ロワの下で2シーズン連続50ゴールを達成した。2022-23シーズンにはランパールとともにQMJHLプレーオフ優勝（ジル・クルトー・トロフィー）およびメモリアルカップ優勝を果たした。シーズン終了後にはカナディアン・ホッケー・リーグ（CHL）のセカンドチーム・オールスターにも選出された。
ボルダックはナショナルホッケーリーグ（NHL）のセントルイス・ブルースから2021年NHLエントリードラフトの1巡目（全体17位）で指名された。2021年8月24日にブルースと3年契約のエントリーレベル契約を結んだ。

### プロ
メジャージュニアキャリア終了後、ボルダックはブルースに加わったが、アメリカン・ホッケー・リーグ（AHL）傘下のスプリングフィールド・サンダーバーズへと配属され、2023-24シーズン開幕を迎えた。サンダーバーズでは48試合に出場し、8ゴール23ポイントを記録。その後2024年2月20日にブルースへ昇格した。2024年2月22日、ニューヨーク・アイランダーズ戦でNHLデビューを果たした（アイランダーズの監督はかつてのランパール、パトリック・ロワ）。2試合目となる2024年2月24日のデトロイト・レッドウィングス戦（自身21歳の誕生日）でNHL初ゴールを記録した。2024-04-10のシカゴ・ブラックホークス戦では1ゴール1アシストで初の複数ポイントを挙げた。プレーオフ進出を逃したブルースは2024年4月18日に若手3選手をAHLスプリングフィールドへ再び配属、ボルダックもその1人となった。ブルースでは25試合で5ゴール9ポイントを記録。
2025年7月1日、ボルダックはセントルイス・ブルースからモントリオール・カナディアンズへ、ディフェンスのローガン・マイユーとのトレードで移籍した。

## キャリア成績

### レギュラーシーズンおよびプレーオフ
| 2018–19 | Trois-Rivières Estacades | QMAAA   | 33 | 12 | 15 | 27  | 40 | 4  | 1  | 1 | 2  | 10 |
| 2019–20 | Sioux City Musketeers    | USHL    | 2  | 0  | 0  | 0   | 0  | —  | —  | — | —  | —  |
| 2019–20 | Rimouski Océanic         | QMJHL   | 55 | 30 | 22 | 52  | 36 | —  | —  | — | —  | —  |
| 2020–21 | Rimouski Océanic         | QMJHL   | 27 | 10 | 19 | 29  | 18 | —  | —  | — | —  | —  |
| 2021–22 | Quebec Remparts          | QMJHL   | 65 | 55 | 44 | 99  | 36 | 12 | 8  | 4 | 12 | 6  |
| 2022–23 | Quebec Remparts          | QMJHL   | 61 | 50 | 60 | 110 | 50 | 18 | 11 | 8 | 19 | 8  |
| 2023–24 | Springfield Thunderbirds | AHL     | 50 | 8  | 17 | 25  | 24 | —  | —  | — | —  | —  |
| 2023–24 | St. Louis Blues          | NHL     | 25 | 5  | 4  | 9   | 6  | —  | —  | — | —  | —  |
| 2024–25 | St. Louis Blues          | NHL     | 72 | 19 | 17 | 36  | 37 | 7  | 0  | 1 | 1  | 16 |
| 2024–25 | Springfield Thunderbirds | AHL     | 4  | 0  | 2  | 2   | 2  | —  | —  | — | —  | —  |
| NHL通算 | NHL通算                  | NHL通算 | 97 | 24 | 21 | 45  | 43 | 7  | 0  | 1 | 1  | 16 |

### 国際大会
| 年           | チーム         | 大会         | 成績         |   | 出場試合数 | ゴール | アシスト | ポイント | ペナルティ分 |
| ------------ | -------------- | ------------ | ------------ | - | ---------- | ------ | -------- | -------- | ------------ |
| 2019         | カナダ・レッド | U17          | 5位          | 5 | 2          | 3      | 5        | 10       |              |
| ジュニア通算 | ジュニア通算   | ジュニア通算 | ジュニア通算 | 5 | 2          | 3      | 5        | 10       |              |

## 受賞歴
| 賞                                 | 年         | 出典   |
| QMJHL                              | QMJHL      | QMJHL  |
| ---------------------------------- | ---------- | ------ |
| オールルーキーチーム               | 2020       | [ 2 ]  |
| ミシェル・ベルジェロン・トロフィー | 2020       | [ 2 ]  |
| RDSカップ                          | 2020       | [ 2 ]  |
| マイケル・ボッシー・トロフィー     | 2021       | [ 3 ]  |
| セカンド・オールスターチーム       | 2022, 2023 | [ 16 ] |
| ジル・クルトー・トロフィー優勝     | 2023       | [ 17 ] |
| CHL                                |            |        |
| セカンド・オールスターチーム       | 2023       | [ 5 ]  |
| メモリアルカップ優勝               | 2023       | [ 18 ] |